# Виков
Виков (бел. Вікоў) — деревня в Зборовский сельсовете Рогачёвского района Гомельской области Белоруссии.

## География

### Расположение
В 4 км на восток от районного центра и железнодорожной станции Рогачёв (на линии Могилёв — Жлобин), 120 км от Гомеля.

### Гидрография
На северной окраине мелиоративный канал.

## Транспортная сеть
Транспортные связи по просёлочной, затем автомобильной дороге Рогачёв — Жлобин. Планировка состоит из короткой прямолинейной широтной улицы. На севере — обособленный участок застройки. Жилые дома деревянные, усадебного типа.

## История
Основана в начале 1920-х годов переселенцами из соседних деревень на бывших помещичьих землях. В 1931 году организован колхоз. Во время Великой Отечественной войны в боях за деревню и окрестности погибли 143 советских солдата (похоронены в братской могиле, в 0,4 км на северо-восток от деревни). 21 житель погиб на фронте. Согласно переписи 1959 года в составе колхоза «Новый путь» (центр — деревня Зборов). Расположены Рогачёвское лесничество, дом-общежитие и его подсобное хозяйство.

## Население

### Численность
- 2004 год — 70 хозяйств, 371 житель.

### Динамика
- 1959 год — 434 жителя (согласно переписи).
- 2004 год — 70 хозяйств, 371 житель.